# Rafalus variegatus
Rafalus variegatus är en spindelart som först beskrevs av Kroneberg 1875.  Rafalus variegatus ingår i släktet Rafalus och familjen hoppspindlar. Inga underarter finns listade i Catalogue of Life.